# Vela ai Giochi della XXV Olimpiade
Le competizioni di vela ai Giochi della XXV Olimpiade si sono svolte dal 27 luglio al 4 agosto 1992 nelle acque davanti Barcellona, in Spagna.
Il programma prevedeva dieci gare: tre maschili, tre femminili e quattro open.

## Podi

### Uomini
| Evento                   | Oro                               | Argento                                 | Bronzo                              |
| Lechner A-390 (dettagli) | Franck David                      | Michael Gebhardt                        | Lars Kleppich                       |
| Finn (dettagli)          | Jose van der Ploeg                | Brian Ledbetter                         | Craig Monk                          |
| 470 (dettagli)           | Spagna Jordi Calafat Kiko Sánchez | Stati Uniti Morgan Reeser Kevin Burnham | Estonia Tõnu Tõniste Toomas Tõniste |

### Donne
| Evento                   | Oro                                   | Argento                                | Bronzo                                  |
| Lechner A-390 (dettagli) | Barbara Kendall                       | Zhang Xiaodong                         | Dorien de Vries                         |
| Europa (dettagli)        | Linda Cerup-Simonsen                  | Natalia Vía Dufresne                   | Julia Trotman                           |
| 470 (dettagli)           | Spagna Theresa Zabell Patricia Guerra | Nuova Zelanda Leslie Egnot Jan Shearer | Stati Uniti Jennifer Isler Pamela Healy |

### Open
| Evento                     | Oro                                             | Argento                                       | Bronzo                                                     |
| Star (dettagli)            | Stati Uniti Mark Reynolds Harold Haenel         | Nuova Zelanda Rod Davis Don Cowie             | Canada Ross MacDonald Eric Jespersen                       |
| Soling (dettagli)          | Danimarca Jesper Bank Steen Secher Jesper Seier | Stati Uniti Kevin Mahaney Jim Brady Doug Kern | Gran Bretagna Lawrie Smith Robert Cruikshank Ossie Stewart |
| Flying Dutchmen (dettagli) | Spagna Luis Doreste Domingo Manrique            | Stati Uniti Paul Foerster Stephen Bourdow     | Danimarca Jørgen Bojsen-Møller Jens Bojsen-Møller          |
| Tornado (dettagli)         | Francia Yves Loday Nicolas Hénard               | Stati Uniti Randy Smyth Keith Notary          | Australia Mitch Booth John Forbes                          |

## Medagliere
| Pos.   | Paese         | Oro | Argento | Bronzo | Totale |
| ------ | ------------- | --- | ------- | ------ | ------ |
| 1      | Spagna        | 4   | 1       | 0      | 5      |
| 2      | Francia       | 2   | 0       | 0      | 2      |
| 3      | Stati Uniti   | 1   | 6       | 2      | 9      |
| 4      | Nuova Zelanda | 1   | 2       | 1      | 4      |
| 5      | Danimarca     | 1   | 0       | 1      | 2      |
| 6      | Norvegia      | 1   | 0       | 0      | 1      |
| 7      | Cina          | 0   | 1       | 0      | 1      |
| 8      | Australia     | 0   | 0       | 2      | 2      |
| 9      | Canada        | 0   | 0       | 1      | 1      |
| 9      | Estonia       | 0   | 0       | 1      | 1      |
| 9      | Regno Unito   | 0   | 0       | 1      | 1      |
| 9      | Paesi Bassi   | 0   | 0       | 1      | 1      |
| Totale | Totale        | 10  | 10      | 10     | 30     |